# نيفيش بنيفيش
نيفيش بنيفيش ((بالإنجليزية: Nefesh B'Nefesh)) هي منظمة غير ربحية تروج وتشجع وتسهل الهجرة اليهودية من أمريكا الشمالية و‌المملكة المتحدة. وتهدف المنظمة إلى إزالة أو تقليل العقبات المالية والفنية واللوجستية والاجتماعية التي تواجه المهاجرين المحتملين. تعمل المنظمة بتعاون وثيق مع الوكالة اليهودية وحكومة إسرائيل والمنظمات اليهودية الكبرى عبر كل الطوائف وتساعد الناس من جميع الإعمار في عملية ما قبل وما بعد الهجرة. وتقدم موارد مثل المعونة المالية وتوجيه العمالة وربط الشبكات، ومساعدة النظام الإسرائيلي، والتوجيه الاجتماعي والإرشاد. جبلت نيفيش بنيفيش منذ عام 2002 أكثر من 45,000 مهاجر إلى إسرائيل.

## روابط خارجية
- الموقع الرسمي